# Ronda (Cebu)
Ronda is een gemeente in de Filipijnse provincie Cebu. Bij de census van 2015 telde de gemeente ruim 20 duizend inwoners.

## Geografie

### Bestuurlijke indeling
Ronda is onderverdeeld in de volgende 14 barangays:
| - Butong - Can-abuhon - Canduling - Cansalonoy - Cansayahon - Ilaya - Langin | - Libo-o - Malalay - Palanas - Poblacion - Santa Cruz - Tupas - Vive |

## Demografie
Ronda had bij de census van 2015 een inwoneraantal van 20.360 mensen. Dit waren 1.778 mensen (9,6%) meer dan bij de vorige census van 2010. Ten opzichte van de census van 2000 was het aantal inwoners gegroeid met 3.552 mensen (21,1%). De gemiddelde jaarlijkse groei in die periode kwam daarmee uit op 1,27%, hetgeen lager was dan het landelijk jaarlijks gemiddelde over deze periode (1,72%).

De bevolkingsdichtheid van Ronda was ten tijde van de laatste census, met 20.360 inwoners op 57,1 km², 356,6 mensen per km².

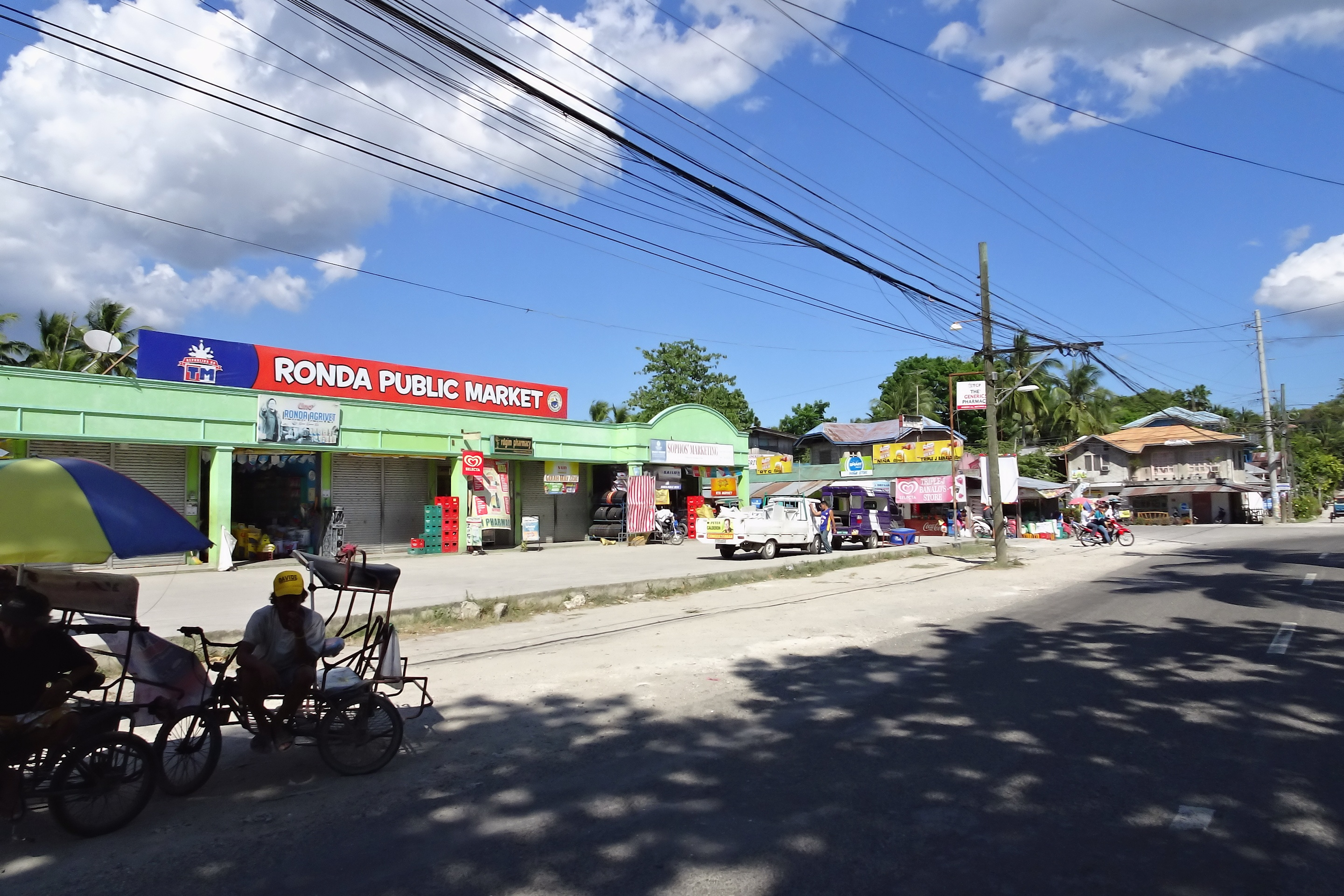
Poblacion